# Поташевка (деревня)
Поташевка (баш. Поташевка) — деревня в Бишкаинском сельсовете Аургазинского района Республики Башкортостан России.
С 2005 современный статус.

## История
Название происходит от буташ/поташ.
Статус деревня, сельского населённого пункта, посёлок получил согласно Закону Республики Башкортостан от 20 июля 2005 года N 211-з «О внесении изменений в административно-территориальное устройство Республики Башкортостан в связи с образованием, объединением, упразднением и изменением статуса населенных пунктов, переносом административных центров», ст.1:

6. Изменить статус следующих населенных пунктов, установив тип поселения — деревня:
 
5)  в Аургазинском районе:…

я6) поселка Поташевка Бишкаинского сельсовета

## Население
| 2002 | 2009 | 2010 |
| ---- | ---- | ---- |
| 59   | ↘27  | ↘25  |

Национальный состав
Согласно переписи 2002 года, преобладающая национальность — чуваши (85 %).

## Географическое положение
Расстояние до:
- районного центра (Толбазы): 24 км,
- центра сельсовета (Бишкаин): 4 км,
- ближайшей железнодорожной станции (Белое Озеро): 12 км.

## Известные жители
- Тихонов, Александр Николаевич — советский, русский учёный лингвист, лексикограф, специалист в области русской дериватологии.